# 霧降號列車
霧降（日语： Kirifuri */?）號列車是由東武鐵道（東武）營運，主要行走於淺草站至東武日光站之間的特別急行列車，途經伊勢崎線和日光線。
本條目中，將會同時記載東武日光線、鬼怒川線的舊急行、快速急行列車群的演變。

## 概要
截至2006年3月，伊勢崎線和日光線系統中設有「霧降」、「湯之里」和「下野」三款急行列車行走。在同年時間表修正中，均，升級為特急列車。但是費用上與急行時代相同，因此在升級為特急，會繼續比「華嚴」平宜。
截至特急化當天，「湯之里」變為臨時列車。而「霧降」和「下野」繼續設有定期班次，但減少了班次數量。而後者率先在2020年廢除，前者在2022年時間表修正中取消所有定期班次，變相也是把列車廢除。

## 運行概況
截至廢除一刻，「霧降」在星期六及假日設有1個往返班次，行走於淺草站至東武日光站之間。另外於早上設有1個單向班次，從春日部站前往淺草站；黃昏設有1個單向班次，從淺草站前往新栃木站。平日並沒有任何班次。
在2006年3月特急化當初，「霧降」大幅度調整運行形態。在定期班次中，只有1班於晚上時段從淺草前往南栗橋的班次。後來在2013年3月，增加1班從淺草前往春日部的班次。在2017年3月，再次大幅度調整運行形態（參田#平日晚間行走的「霧降」）。在臨時班次方面，設有於東武日光到發的日間班次。另外於星期六及假日（多客時期），會開設2至3班臨時班次，包括早上從淺草前往東武日光的班次，以及下午從東武日光前往淺草的班次。

### 在結束定期班次前的停車站
淺草站 - 東京晴空塔站 -（曳舟站）- 北千住站 - 春日部站 - 栃木站 - 新栃木站 - 新鹿沼站 - 下今市站 - 東武日光站
- 283號的班次只從淺草站前往新栃木站，82號的班次只從春日部站前往淺草站。
- 只有82號停靠曳舟站。
- 除了上述停靠站外，當舉行「幸手櫻節」時，列車會臨時停靠幸手站[1]。

### 使用車輛與編成
在急行時代起，使用列車為300型或350型，在取消所有定期班次後，只使用350型。

## 與「霧降」相關的列車

### 大谷、男鹿

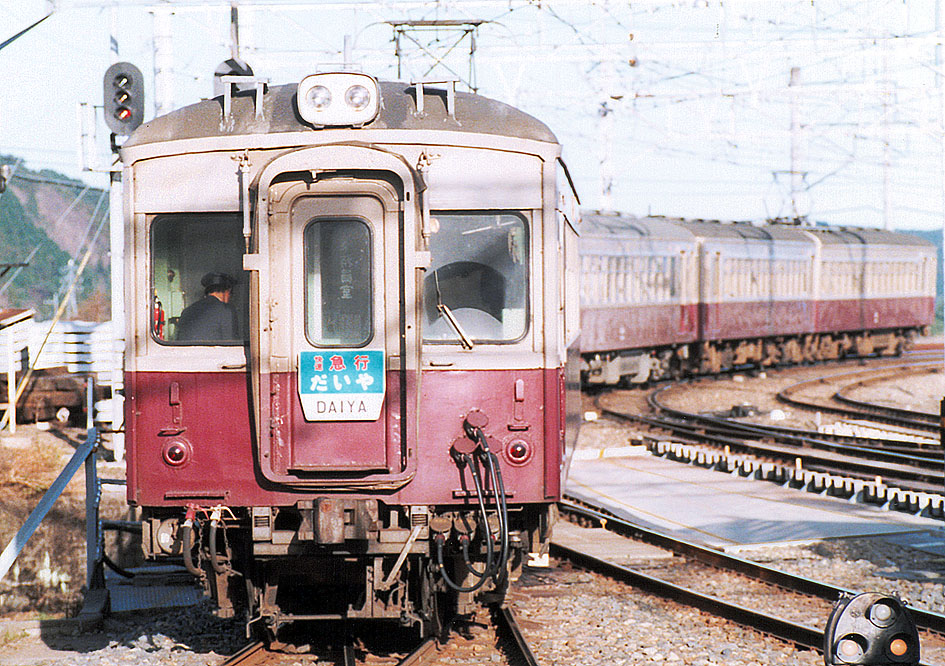
快速急行 「大谷」

「大谷」是行走於淺草站至東武日光站之間，「男鹿」是行走於淺草站至會津田島站之間的列車。作為輔助特急「華嚴」、「鬼怒」的列車，「大谷」和「男鹿」使用從原來的特急專用車輛降級的5700系電動列車或快速專用車輛6050系電動列車。列車類別方面為快速急行，在成為快速急行列車前為急行列車。隨著300型、350型電動列車開始投入服務，「大谷」和「男鹿」被重組為以下列車，包括於東武日光到發的「霧降」、於鬼怒川溫泉到發的「湯之里」和於會津田島到發的「南會津」。

### 南會津

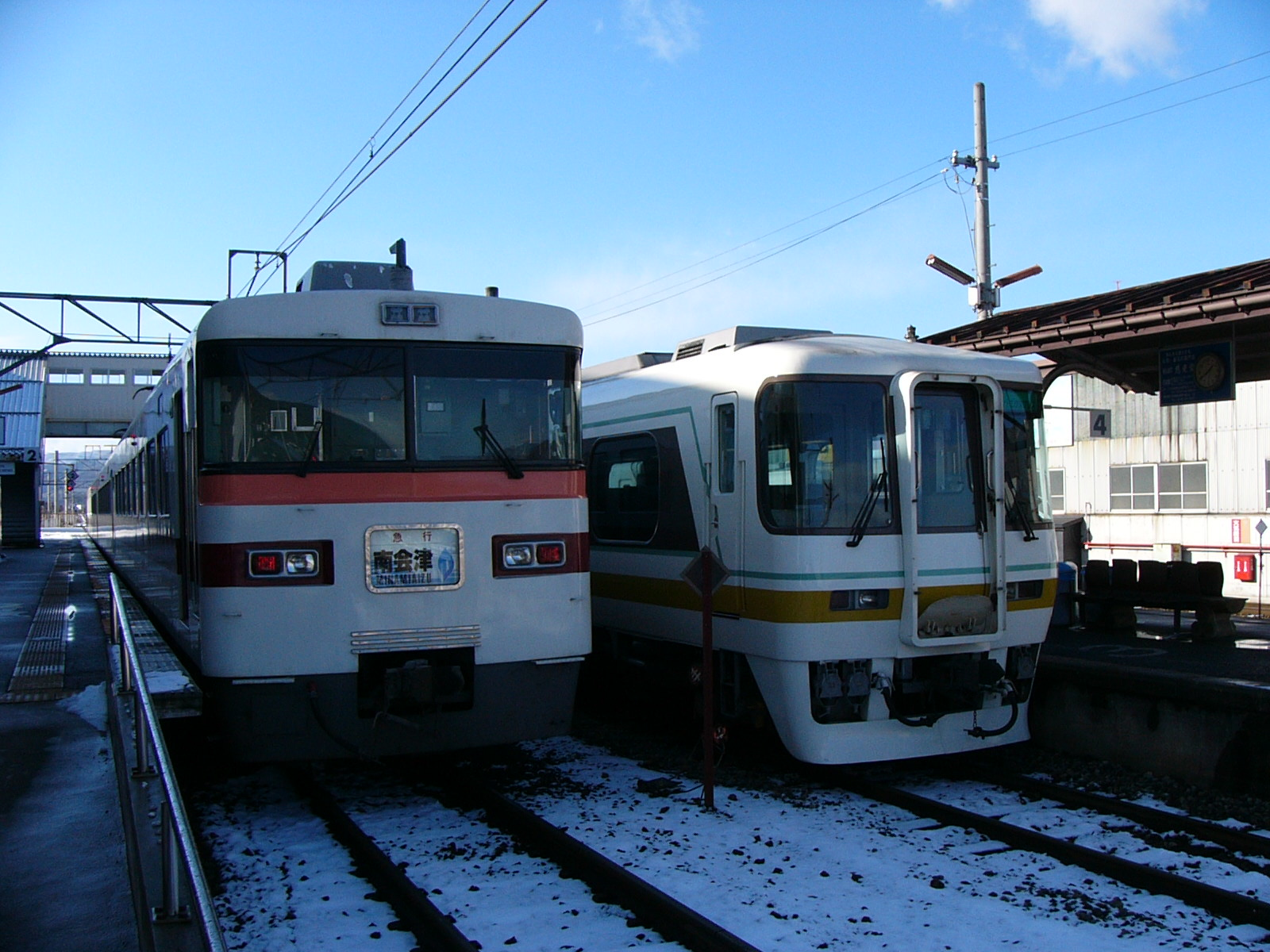
急行「南會津」和快速「AIZU山特快」在會津田島站

上述提及，「南會津」是自「男鹿」改名而成的急行列車。與「霧降」和「湯之里」相異，在特急化前已經被廢除。
使用車輛方面，由於受到野岩鐵道線和會津線內停靠站的月台長度限制，只可使用4卡編成的350型電動列車。
在2002年起，隨著開設使用會津鐵道KiHa8500系行走的快速「AIZU山特快」，該列車可轉乘特急「鬼怒」，使「南會津」每年減少班次數目。剩下的1個往返班次在2005年3月1日時間表修正起被取消，由於新藤原站到發的「湯之里」和行走於新藤原和會津田島之間的快速列車取代。
在2013年4月30日起，於旅遊旺季的平日期間，開設了臨時特急「晴空塔列車南會津號」。停車站方面，承襲了前急行「南會津」，另外並加停東京晴空塔站，不停靠川治溫泉站，改為停靠川治湯元站。後來在2017年4月21日時間表修正起，開設了於同一區間行走於的「Revaty會津」。雖然停車站不同，但是在該區間中由於再次設有定期優等列車行走，因此「晴空塔列車南會津號」便結束運行。
廢除前的停車站（車站名稱取自廢除當時的稱呼）
淺草站 - 北千住站 - 春日部站 - 栃木站 - 新栃木站 - 新鹿沼站 - 下今市站 - 新高德站 - 鬼怒川溫泉站 - 鬼怒川公園站 - 新藤原站 - 川治溫泉站 - 湯西川溫泉站 - 上三依鹽原站 - 會津高原站 - 會津田島站

### 湯之里

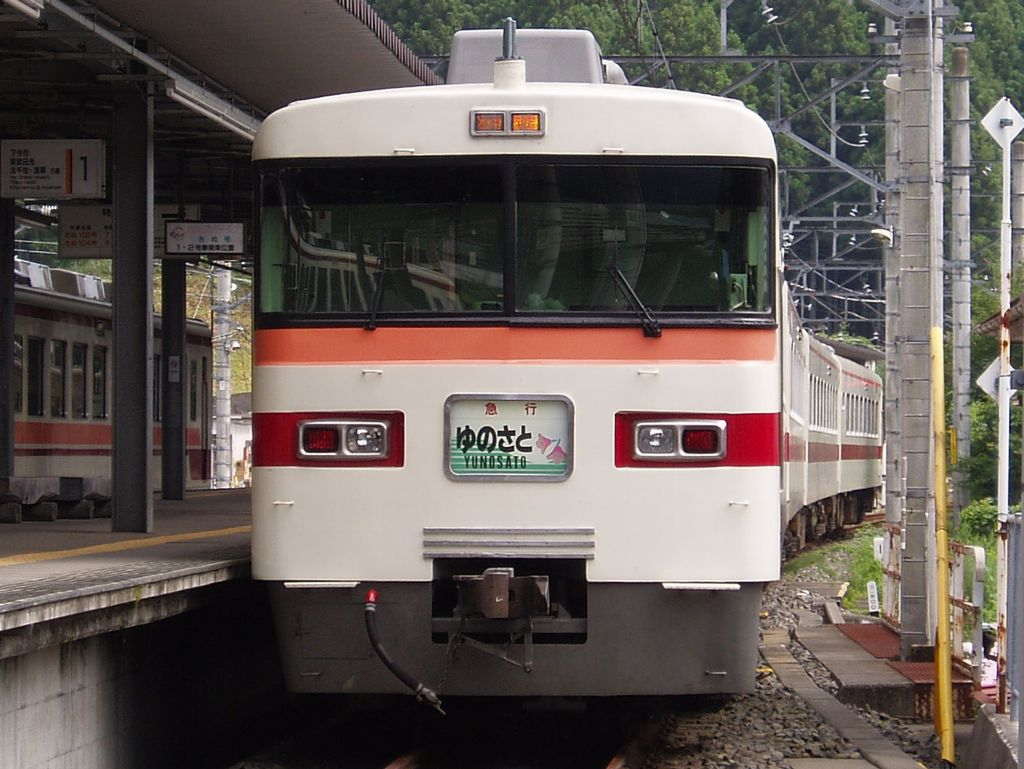
急行「湯之里」

上述提及，「湯之里」是自「男鹿」改名而成的急行列車。該急行列車在2006年升格為特急列車。
使用車輛方面，與「霧降」和「南會津」都是使用350型電動列車。
在2006年3月18日時間表修正，「湯之里」的定期班次被取消。當日「湯之里」升級為特急列車，但是同時降級為臨時列車。只於一些日子行走。部分臨時班次會在中途站待避定期特急「鬼怒川」，以及「湯之里」可於下今市站轉乘鬼怒川方向的列車。
在2017年1月28日開出最後一班「湯之里」後，再沒有開辦班次。同年8月前，在鬼怒川線方向的特急收費表中仍記載「湯之里」列車，隨後被移走，在特急停車站資訊中沒有記載「湯之里」。截至2021年10月，於旅客營業規則第125條，有關特急費用的說明中，仍然設有相關列車。
廢除前的停車站
淺草站 - 東京晴空塔站 - 北千住站 - 春日部站 - 栃木站 - 新栃木站 - 新鹿沼站 - 下今市站 - 新高德站 - 鬼怒川溫泉站

### 平日晚間行走的「霧降」
在2006年3月時間表修正至2017年4月時間表修正期間。加開了「霧降」2個定期班次，包括平日晚間前往春日部的「霧降283號」（在2013年3月開始運行）和前往南栗橋的「霧降285號」。在2015年12月和2016年12月開設了臨時班次「霧降267號」，從淺草前往運河，該班次於晚上行走。這些班次使用300系行走。在2017年（平成29年）4月21日時間表修正中，取消了「霧降283號」和「霧降285號」，近距離運輸的特急由「晴空塔Liner」和直通至野田線的「都市公園Liner」繼承。
由於「霧降267號」會在春日部站改變行車方向，因此，春日部至運河之間，6號車廂是靠近運河一方，1號車廂是靠近春日部一方。
前往春日部、南栗橋的班次之停車站（截至廢除前一刻）
淺草站 → 東京晴空塔站 → 北千住站 → 春日部站 → 東武動物公園站 → 杉戶高野台站 → 幸手站 → 南栗橋站

前往運河的臨時班次之停車站
淺草站 → 東京晴空塔站 → 北千住站 → 春日部站 →（野田線內各站停車）→ 運河站

## 東武日光線舊急行、快速急行列車演變
- 1953年（昭和28年） - 使用MoHa5310形、KuHa350形（日语：東武デハ10系電車）開設收費急行列車班次。
- 1956年（昭和31年） - 部分特急專用車輛5700系（日语：東武5700系電車）降級為急行專用車輛。當時需要急行票才可乘坐急行列車。該系列的急行專用車輛車身印有藍色色帶，因而被稱為「藍帶車」。而特急專用車輛的1700系（日语：東武1720系電車#1700系）與5720系（日语：東武5700系電車）車身印有白色色帶，因而被稱為「白帶車」。
  - 從此，乘坐日光線特急時所需要的「急行票」改名為「特別急行票」。同時，收費急行開始加設愛稱，於日光線到發的急行名為「赤薙」、「男體」和「女峰」，於鬼怒川線到發的急行為「五十里」、「湯西」和「龍王」。
- 1964年（昭和39年） - 快速專用車輛6000系（日语：東武6000系電車）開始投入服務，該車輛會行走急行列車。同時，部分快速列車引入座位指定席。
- 1969年（昭和44年）3月21日 - 於東武日光站到發的急行列車名稱統一為「大谷」、於鬼怒川公園站到發的急行列車名稱統一為「男鹿」。
- 1976年（昭和51年） - 「大谷」和「男鹿」的列車類別由「急行」改變為「快速急行」。取消快速的座位指定席制度。
  - 「大谷」和「男鹿」使用6000系和5700系行走。與同一列車類別的伊勢崎線系統急行「兩毛」相比，急行「兩毛」使用專用車輛1800系（日语：東武1800系電車），「大谷」和「男鹿」的車輛只有固定長椅和沒有空調設備，在服務與車內空間都比「兩毛」差。同時，使用同一車款行走的「快速」列車中，由於取消座位指定制，因此突出了「快速急行」才設有座位指定制。而急行票以因為列車類別改為「快速急行」的關係，而改名為「快速急行票」。但是，雖然列車類別名稱為「快速急行」，實際上與其他日本鐵路公司的「快速急行」定位不一樣，「快速急行」的類別是介乎急行和快速的中間，當中是比急行低一個層次。停車站方面，除了下行列車通過北千住外，其他停車站與2005年的收費急行相同[注 4]。
- 1985年（昭和60年） - 快速、快速急行專用車輛6050系（日语：東武6050系電車）開始投入服務，該車輛設有空調設備。
- 1988年（昭和63年）
  - 8月8日 - 不再使用5700系行走定期班次。
  - 8月9日 - 從来快速急行「男鹿」只前往鬼怒川溫泉站/鬼怒川公園站，於當天起，2個往返班次延長至野岩鐵道會津鬼怒川線會津高原站[注 5]。
- 1990年（平成2年）10月12日 - 隨著會津鐵道會津線部分區間電氣化，於會津高原站到發的「男鹿」延長至會津田島站[7]。
- 1991年（平成3年）7月21日 - 急行專用車輛300型、350型（日语：東武300系電車）開始投入服務。列車類別由快速急行改為急行，不再錯誤地使用準急或普通列車（6050系）。該急行班次只使用300型、350型。同時，「大谷」和「男鹿」的列車名稱改為以下名稱，急行費用計費方式改為與「兩毛」一樣，都是採取距離制。但是，由於還有夜行列車「尾瀨夜行」和「雪人」班次，因此繼續保留了「座位指定票」的制度。300系和350系的1號車廂定為禁煙車廂。
  1. 日光線內到發：「霧降」
  2. 鬼怒川線內到發：「湯之里」
  3. 乘入至野岩鐵道、會津鐵道：「南會津」[注 6]
- 1993年（平成5年）4月1日 - 300系和350系的禁煙車廂定為1和2號車廂。
- 1994年（平成6年）7月21日 - 於晚間開設前往新栃木的「霧降」281號。「霧降」281號、「下野」和「兩毛」一同在1990年（平成3年）9月指定為新設的「商務Liner」。
- 1997年（平成9年）3月25日 - 實施時間表修正，設有以下變更。
  1. 所有下行特急和急行列車停靠北千住站。
  2. 由於所有特急、急行列車均接受定期票，因此不再指定個別列車為「商務Liner」。
  3. 前往新栃木的「霧降」281號改變編號為201號。
- 1999年（平成11年）3月16日 - 實施時間表修正，「湯之里」下行2班，上行1班、「霧降」上行1班（該班次只限星期六及假日行走）和「南會津」275號被廢除。
- 2001年（平成13年）3月28日 - 實施時間表修正，於星期六及假日行走的急行被廢除。另外，於晚上行走，前往新栃木的「霧降」201號升級為前往東武日光的「華嚴」。使定期急行列車只剩「下野」和「南會津」。
- 2003年（平成15年）3月19日  - 實施時間表修正，設有以下變更。
  1. 「南會津」274號被廢除，使「南會津」只剩下每日1個往返班次。
  2. 車站職員為了確認乘客的急行票，當停靠春日部站時，300系列車只會開啟3號車廂和4號車廂近5號車廂一方的車門，350系列車只會開啟3號車廂和1號車廂近2號車廂一方的車門。自此，在車廂內與車門會貼上提示，通知乘客有關安排。
  3. 隨着引入車長專用的手提終端機，乘客於車內不需要展示車票。
  4. 在淺草站的特急、急行月台設置詢問處。在淺草站乘車時，需要前往該處展示特急票等車票。
- 2005年（平成17年）
  - 3月1日 - 實施時間表修正，設有以下變更。

  1. 「南會津」被廢除。由只於東武線行走的「湯之里」取代，同時開設接駁班次來往新藤原站至會津田島站。
  2. 300系的禁煙車廂定為1至5號車廂，350系的禁煙車廂定為1至3號車廂[8]。

  - 7月 - 前往新栃木的「霧降241號」於2年後重開，重開時只於星期五行走。
- 2006年（平成18年）3月18日 - 實施時間表修正，設有以下變更。
  1. 東武線內的列車類別進行重組，於昨日前行走的收費急行「下野」、「湯之里」和「霧降」升級為特急。同日，不需額外收費的急行列車降級為快速列車。
  2. 「湯之里」被廢除。
  3. 平日晚間新設前往南栗橋的「霧降283號」。該列車停靠東武動物公園站、杉戶高野台站、幸手站和南栗橋站。只限這班列車（特例），在春日部站以北區間乘車時不需特急費用，該列車到達春日部站時會開啟所有車門。
- 2007年（平成19年）3月18日 - 所有列車和車輛均禁煙[9]。
- 2009年（平成21年）8月29日 - 東武旅行（日语：東武トラベル）舉辦了旅行團，當中設有團體專用列車（日语：団体専用列車）「懷念的南會津號」，使「南會津」在4年後再設有班次。但是列車類別不是當時的急行，而是視為特急列車。
- 2012年（平成24年）
  - 3月17日 - 臨時「霧降」和「湯之里」之上行班次加停東京晴空塔站（該站當天從業平橋站改名）。
  - 6月2日 - 臨時「湯之里」之部分下行班次加停東京晴空塔站。
- 2013年（平成25年）3月16日 - 實施時間表修正，設有以下變更[10]。
  1. 所有班次停靠東京晴空塔站。
  2. 平日夜間開設前往春日部的「霧降283號」，使原本前往南栗橋的班次編號改為285號。
- 2014年（平成26年）6月6日 - 在6月至8月之間，逢星期五開設臨時「霧降269號」前往新栃木[11]。直至2015年也設有臨時班次。
- 2015年（平成27年）
  - 9月10日 - 受到關東·東北豪雨（日语：平成27年9月関東・東北豪雨）的影響，有泥沙流入日光線下小代站內，在新鹿沼站至北鹿沼站之間路基的泥沙被流走[12]。在鬼怒川線方面，新高德站至小佐越站之間路基的泥沙被流走，小佐越站至鬼怒川溫泉站之間道碴被流走，使兩線暫停運行（相關的特急列車暫停服務）[13]。
  - 9月14日 - 「霧降」班次重開[14]。
  - 9月18日 - 所有列車重開[15][16]。
  - 12月4日 - 開設前往野田線運河站的臨時「霧降267號」（同月的11日、18日和22日也開設相關班次）[6]。在野田線內乘車時不需特急費用。
- 2017年（平成29年）
  - 4月1日 - 為了舉行「幸手櫻花節」，上行2班、下行1班臨時「霧降」臨時停靠幸手站（同月的2、8、9日也有相關安排）[17]。
  - 4月20日 - 「霧降」283號和285號被取消，300系電動列車也結束服務[18]。
  - 4月21日 - 於春日部和南栗橋到發的「霧降」由「晴空塔Liner」承繼。於星期六及假日新設行走於淺草至東武日光之間的「霧降」[19]。
- 2018年（平成30年）3月31日 - 上下行各1班「霧降」臨時停靠幸手站（在4月1、7、8日也有相關安排）[20]。在2019年3月30日、31日、4月6、7日也有相關安排。
- 2020年（令和2年）6月6日 - 「霧降」增加1個往返班次[21]。
- 2022年（令和4年）3月6日 - 「霧降」最後一天營業[22]。同月12日實施的時間表修正中，再沒有開設任何「霧降」班次。

## 列車愛稱的由來
按五十音排列
- 「赤薙」 - 取自位於栃木縣日光市的「赤薙山（日语：赤薙山）」。
- 「五十里」 - 取自位於日光市的「五十里水壩（日语：五十里ダム）」。
- 「男鹿」 - 取自「男鹿川」和「男鹿高原」。
- 「霧降」 - 取自日光國立公園內的「霧降瀑布（日语：霧降の滝）」和「霧降高原（日语：霧降高原）」。
- 「大谷」 - 取自鬼怒川支流「大谷川（日语：大谷川 (日光市)）」，該河流會流向中禪寺湖。
- 「男體」 - 取自日光市的「男體山」。
- 「女峰」 - 取自日光市的「女峰山」。
- 「南會津」 - 取自目的地的地名「南會津郡」。
- 「湯西」 - 取自日光市的「湯西川溫泉（日语：湯西川温泉）」。
- 「龍王」 - 取自日光市的「龍王峽（日语：龍王峡）」。

## 注腳